# UNDEAD (YOASOBIの曲)
「UNDEAD」（アンデッド）は、日本の音楽ユニットYOASOBIの楽曲。配信限定シングルとして2024年7月1日にソニー・ミュージックエンタテインメントからリリースされた。

## 背景・リリース
本楽曲はアニメ『〈物語〉シリーズ オフ&モンスターシーズン』のエンディングテーマとなっており、原作者の西尾維新が書き下ろした短々編小説『なでこパスト』『しのぶフューチャー』を基に制作された。
『〈物語〉シリーズ』に思い入れのあるAyaseは本楽曲を担当すると決まった際、嬉しく舞い上がった。キャラクターへ思いをこめて制作したという。

## ミュージック・ビデオ
本楽曲のミュージック・ビデオは2024年9月14日22時30分に公開された。本ミュージック・ビデオは、異次元TOKYOが制作している。

## 収録曲
| 全作詞・作曲・編曲: Ayase。 |            |       |            |      |
| #                           | タイトル   | 作詞  | 作曲・編曲 | 時間 |
| 1.                          | 「UNDEAD」 | Ayase | Ayase      | 3:03 |

## クレジット
- Music - Ayase[8]
- Vocal - ikura[8]
- Background Chorus English Lyrics - Konnie Aoki[8]
- Background Chorus - Haley Lewis, Missy Suzki, Leona Ortiz, Dylan Ortiz, Jonas Whitaker[8]
- 原作小説 - 西尾維新『なでこパスト』『しのぶフューチャー』[8]

ミュージック・ビデオ
- ディレクター - 篠田利隆[7]
- プロデューサー - 大久保“ゆーきっす”優樹[7]
- プロダクションマネージャー - 胡桃沢まひる[7]
- モーショングラフィック・オフライン - 立松夏奈[7]
- アートディレクター・デザイン - 堀内秀[7]
- デザイン - MUNIKU[7]
- プロジェクトマネージャー - 金山未季[7]
- CGArtist - yonayona graphics[7]
- オンライン・コンポジット - 尾熊貴之、藤木智次郎[7]
- オンラインアシスタント - ウォンプアク・マタヴィー[7]
- MV制作 - 異次元TOKYO[7]